# Umberto Nobile

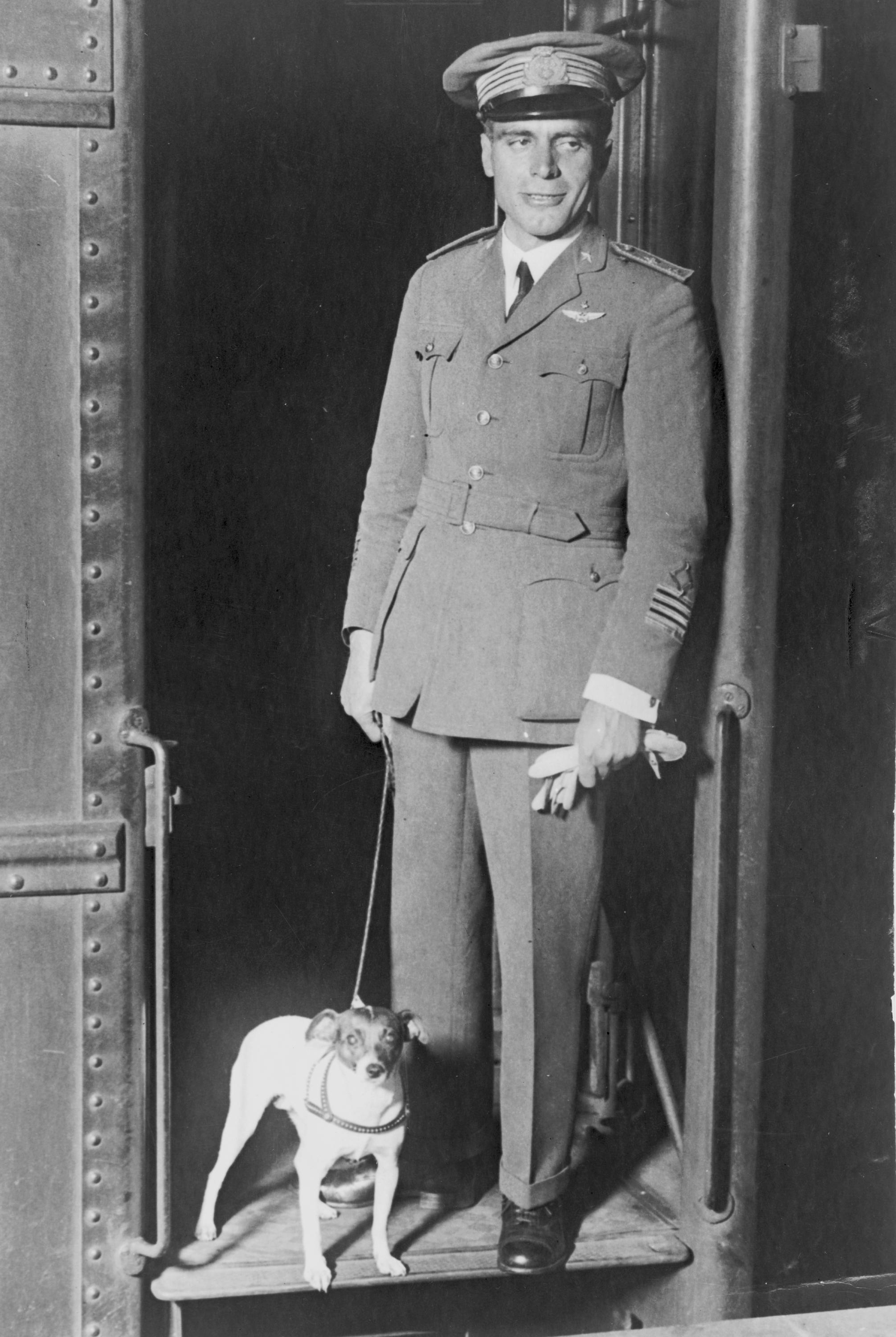
Umberto Nobile (1926)

Umberto Nobile (Lauro, Campania, 21 de janeiro de 1885 - Roma, 30 de julho de 1978) foi um engenheiro aeronáutico, explorador e aviador italiano do século XX.

## Vida e carreira
Umberto Nobile projetou e construiu o dirigível Norge, com o qual, em 1926 acompanhado do norueguês Roald Amundsen e o norte-americano Lincoln Ellsworth sobrevoaram o Polo Norte pela primeira vez e de lá foram para Teller (Alasca).
Mais tarde, em 1928, no regresso de outro voo de expedição ao Polo Norte, no seu dirigível Italia, este despedaçou-se, vitimando parte da tripulação. Nobile foi considerado culpado do acidente por uma comissão investigadora e viu-se na contingência de se demitir como oficial e professor. 
Depois da II Guerra Mundial, regressou a Itália, a qual tinha abandonado no tempo de Benito Mussolini. Foi reabilitado e reintegrado nos seus antigos cargos.